# Jaroslav Šedivý
Jaroslav Šedivý, né le 12 novembre 1929 à Prague (Tchécoslovaquie) et mort le 27 janvier 2023, est un historien, diplomate et homme politique tchèque.

## Biographie
Jaroslav Šedivý fait des études d'histoire et de philologie slave à la Faculté des lettres de l'université Charles, poursuivies par un doctorat en histoire soutenu en 1961.
À partir de 1952, il effectue son service militaire, la première année à l'école des sous-officiers du 2e régiment d'artillerie à Pilsen, la deuxième année à Prague au 70e bataillon d'infanterie en tant que traducteur (langue russe) pour un conseiller soviétique auprès du contre-espionnage militaire. En 1954, il refuse de rejoindre le service de contre-espionnage et entre à l'Institut slave de l'Académie des sciences de Prague, puis à partir de 1957 comme chercheur à l'Institut de politique et d'économie internationales. Après la fin du Printemps de Prague, il est emprisonné pendant six mois en 1970. Après sa libération, il occupe des emplois manuels, comme ouvrier forestier, chauffeur et laveur de vitres.
Il publie alors sous nom d'emprunt, par exemple Yvette Heřtová pour son livre « Pokořená revoluce » ou Jan Halada pour le livre « Metternich contre Napoléon » .
En 1989, il est engagé à l'Institut de prospective de l'Académie des sciences. Il devient conseiller du ministre des Affaires étrangères de l'époque, Jiří Dienstbier. En juin 1990, il est nommé ambassadeur de Tchécoslovaquie à Paris, et devient en 1993 le premier représentant de la Tchéquie en France. En 1995, il est nommé ambassadeur en Belgique et au Luxembourg. En 1997-1998, il est ministre des Affaires étrangères de la République tchèque. Le 7 mars 1998, il reçoit la « médaille d'honneur TG Masaryk » dans la salle de bal du château de Prague, décernée par le Mouvement démocratique Masaryk (cs). Il est ambassadeur en Suisse de 1999 à 2002.
Le 28 octobre 2005, Václav Klaus lui décerne la médaille du Mérite (cs). L'ambassadeur de France Joël de Zorzi lui remet quelques jours plus tard la croix de chevalier de la Légion d'honneur. Mirek Topolánek lui décerne en avril 2009 la médaille Karel-Kramář (cs).
Il était marié à Maria Šediva, avec qui il eut un fils Jiří et une fille Hana.